# Раствор Хогланда
Раствор Хогланда — раствор питательных веществ для гидропоники, разработанный Хогландом (англ.) и Снайдером (W. C. Snyder) в 1933 году, рецепт пересмотрен Хогландом и Арноном в 1938 году. Рецепт раствора повторно пересмотрен Арноном в 1950 году. Раствор Хогланда является одним из самых популярных растворов для выращивания растений (по крайней мере среди учёных). Раствор Хогланда содержит все питательные вещества, необходимые растениям. Он подходит для выращивания большого числа видов растений.
Раствор, описанный Хогландом и Арноном в 1950 году, редактировался много раз, главным образом для добавления хелатов железа (англ.). В исходном варианте он имел следующие концентрации элементов:
- N 210 ppm
- K 235 ppm
- Ca 200 ppm
- P 31 ppm
- S 64 ppm
- Mg 48 ppm
- B 0,5 ppm
- Fe от 1 до 5 ppm
- Mn 0,5 ppm
- Zn 0,05 ppm
- Cu 0,02 ppm
- Mo 0,01 ppm

Используемая в списке единица концентрации, ppm — одна миллионная доля по массе. В разбавленных водных растворах одна единица ppm примерно соответствует 1 мг на литр.
Раствор Хогланда содержит много азота и калия, он хорошо подходит для выращивания больших растений, таких как томаты или болгарский перец. Раствор также подходит для растений с меньшим уровнем потребности в питательных веществах, таких как салат латук, и для водных растений, при разбавлении в пропорции 1 к 4 или 1 к 5. Раствор Хогланда можно приготовить из следующих компонентов:
1. Нитрат калия (KNO3);
2. Сульфат магния семиводный (MgSO4·7H2O) и дигидрофосфат калия (KH2PO4);
3. Хелатное железо (Fe-EDTA);
4. Борная кислота (H3BO3);
5. Сульфат меди (CuSO4);
6. Сульфат цинка семиводный (ZnSO4·7H2O);
7. Хлорид марганца четырёхводный (MnCl2·4H2O);
8. Молибдат натрия двухводный (Na2MoO4·2H2O);
9. Нитрат кальция четырёхводный (Ca(NO3)2·4H2O).

Раствор нитрата кальция должен добавляться в последнюю очередь.
| Вещество                       | Маточный раствор   | мл маточного раствора на 1 литр |
| ------------------------------ | ------------------ | ------------------------------- |
| Основные соли                  |                    |                                 |
| 2M KNO3                        | 202 г на литр      | 2,5                             |
| 1M Ca(NO3)2·4H2O               | 236 г на 0,5 литра | 2,5                             |
| Iron (Sprint 138 iron chelate) | 15 г на литр       | 1,5                             |
| 2M MgSO4·7H2O                  | 493 г на литр      | 1                               |
| 1M NH4NO3                      | 80 г на литр       | 1                               |
| Минорные соли                  |                    |                                 |
| H3BO3                          | 2,86 г на литр     | 1                               |
| MnCl2·4H2O                     | 1,81 г на литр     | 1                               |
| ZnSO4·7H2O                     | 0,22 г на литр     | 1                               |
| CuSO4·5H2O                     | 0,051 г на литр    | 1                               |
| H2MoO4·H2O или                 | 0,09 г на литр     | 1                               |
| Na2MoO4·2H2O                   | 0,12 г на литр     | 1                               |
| Фосфатная соль                 |                    |                                 |
| 1M KH2PO4 (pH до 6,0)          | 136 г на литр      | 0,5                             |

Способ приготовления:
1. Приготовьте маточные растворы каждого компонента согласно второй колонке таблицы в отдельных бутылочках с соответствующими этикетками.
2. Приготовление рабочего раствора: добавьте из маточных растворов объем согласно третьей колонке таблицы к 800 миллилитрам дистиллированной воды, перемешайте, затем долейте дистиллированной водой до 1 литра.
3. Раствор готов для использования.

Требуется приготовить 1 галлон раствора Хогланда — Арнона на одно растение и заменять его раз в неделю. Если какие-либо из параметров изменяются, то есть объём раствора, число растений или частота смены раствора, это существенно отразится на продуктивности растений.